# CSM Târgu Jiu (handbal feminin)
CSM Târgu Jiu este o echipă de handbal feminin din Târgu Jiu, România, secție a clubului polisportiv CSM Târgu Jiu. Echipa a evoluat în Divizia A, până în mai 2022 când a promovat în Liga Națională, după ce a câștigat Seria B a Diviziei A.
Înființat în anul 2017, CSM Târgu Jiu este o structură sportivă de interes local, cu personalitate juridică, de drept public, instituție publică aflată în subordinea Consiliul Local al Municipiului Târgu Jiu. Sediul clubului se află pe Bulevardul Constantin Brâncuși nr. 6 din Târgu Jiu, iar echipa își desfășoară meciurile de pe teren propriu în Sala Sporturilor din Târgu Jiu. Culorile oficiale ale clubului sunt alb-albastru.

## Palmares
- Cupa României:
  -  Finalistă (1): 2023

## Sezoane recente
| Sezon   | Competiție națională | Loc | Cupa României | Supercupa României | Competiție europeană | Competiție europeană |
| ------- | -------------------- | --- | ------------- | ------------------ | -------------------- | -------------------- |
| 2019-20 | DA                   | 3   |               |                    |                      |                      |
| 2020-21 | DA                   | 6   |               |                    |                      |                      |
| 2021-22 | DA                   | 1   |               |                    |                      |                      |
| 2022-23 | LN                   | 10  | Finalistă     |                    |                      |                      |
| 2023-24 | LN                   | 11  |               |                    | Liga Europeană       | Grupe                |

## Meciuri europene
Conform Federației Europene de Handbal:
| Sezon   | Competiție     | Fază                    | Club                         | Tur   | Retur | Total       |
| ------- | -------------- | ----------------------- | ---------------------------- | ----- | ----- | ----------- |
|         |                |                         |                              |       |       |             |
| 2023-24 | Liga Europeană | Turul 3                 | Önnereds HK                  | 29-27 | 26-23 | 55–50       |
| 2023-24 | Liga Europeană | Faza grupelor (Grupa D) | Motherson-Mosonmagyaróvár KC | 27–33 | 20–22 | Locul patru |
| 2023-24 | Liga Europeană | Faza grupelor (Grupa D) | CBF Málaga Costa del Sol     | 25–35 | 26–30 | Locul patru |
| 2023-24 | Liga Europeană | Faza grupelor (Grupa D) | Sola HK                      | 29–40 | 21–31 | Locul patru |

## Lotul de jucătoare 2024/25
Conform paginii oficiale a clubului:
| Portari - 01 Ljubica Glendža - 12 Andreea Chetraru - 17 Amandine Balzinc Extreme Extreme stânga - 27 Andreea Chiricuță - 30 Ana Maria Lopătaru Extreme dreapta - 07 Evghenia Levcenko - 64 Florența Ilie Pivoți - 02 Bianca Chiriță - 83 Marija Petrović - 92 Ana Ciolan | Centri - 04 Helena Paulo - 06 Alexandra Gavrilă - 08 Angela Pușcaș - 10 Alesia Cișmașu Intermediari Intermediari stânga - 03 Oana Bucă - 13 Ana Maria Chirea - 23 Irina Zinatulina - 79 Iulia Andriciuk Intermediari dreapta - 09 Ancuța Minodora - 14 Fanta Keita - 29 Laura Moldovan |

## Banca tehnică și conducerea administrativă
Conform paginii oficiale a clubului și presei:
| Nume             | Ocupație                                   |
| ---------------- | ------------------------------------------ |
| Robert Bălăeț    | Director                                   |
| Dan Ilieș        | Expert sportiv/ Coordonator secție handbal |
| Liviu Andrieș    | Antrenor principal                         |
| Andrei Enache    | Antrenor secund                            |
| Grigore Albici   | Antrenor cu portarii                       |
| Petre Tocaru     | Maseur                                     |
| Filip Cîrciumaru | Kinetoterapeut                             |
| Marcel Dobre     | Fizioterapeut                              |

## Marcatoare în competițiile europene
Conform Federației Europene de Handbal:
| Sezon   | Competiție     | Poz. | Nume               | Goluri |
| ------- | -------------- | ---- | ------------------ | ------ |
|         |                |      |                    |        |
| 2023-24 | Liga Europeană |      |                    |        |
| 2023-24 | Liga Europeană | 1    | Alexandra Gavrilă  | 36     |
| 2023-24 | Liga Europeană | 2    | Ana Ciolan         | 33     |
| 2023-24 | Liga Europeană | 3    | Laura Moldovan     | 26     |
| 2023-24 | Liga Europeană | 4    | Andreea Chiricuță  | 22     |
| 2023-24 | Liga Europeană | 5    | Florența Ilie      | 15     |
| 2023-24 | Liga Europeană | 6    | Iulia Andriciuk    | 14     |
| 2023-24 | Liga Europeană | 7    | Sabine Klimek      | 11     |
| 2023-24 | Liga Europeană | 7    | Irina Zinatulina   | 11     |
| 2023-24 | Liga Europeană | 8    | Mirabela Coteț     | 10     |
| 2023-24 | Liga Europeană | 8    | Andreea Mihart     | 10     |
| 2023-24 | Liga Europeană | 9    | Ana Maria Lopătaru | 9      |
| 2023-24 | Liga Europeană | 10   | Angela Pușcaș      | 5      |
| 2023-24 | Liga Europeană | 11   | Teodora Popescu    | 1      |

| Poz. | Nume               | Goluri |
| ---- | ------------------ | ------ |
|      |                    |        |
| 1    | Alexandra Gavrilă  | 36     |
| 2    | Ana Ciolan         | 33     |
| 3    | Laura Moldovan     | 26     |
| 4    | Andreea Chiricuță  | 22     |
| 5    | Florența Ilie      | 15     |
| 6    | Iulia Andriciuk    | 14     |
| 7    | Sabine Klimek      | 11     |
| 7    | Irina Zinatulina   | 11     |
| 8    | Mirabela Coteț     | 10     |
| 8    | Andreea Mihart     | 10     |
| 9    | Ana Maria Lopătaru | 9      |
| 10   | Angela Pușcaș      | 5      |
| 11   | Teodora Popescu    | 1      |

## Marcatoare în competițiile naționale

### Cele mai bune marcatoare în Divizia A
| Sezon            | Nume | Goluri |
| ---------------- | ---- | ------ |
|                  |      |        |
| 2020-21          |      |        |
| Irina Zinatulina | 77   |        |

### Cele mai bune marcatoare în Cupa României
| Sezon          | Nume | Goluri |
| -------------- | ---- | ------ |
|                |      |        |
| 2021-22        |      |        |
| Iulia Andrei   | 12   |        |
|                |      |        |
| 2022-23        |      |        |
| Angela Pușcaș  | 29   |        |
|                |      |        |
| 2023-24        |      |        |
| Mirabela Coteț | 9    |        |

## Jucătoare notabile
- Cristina Boian
- Katarina Pavlović
- Adriana Țăcălie
- Iulia Andrei
- Simone Böhme
- Teodora Popescu
- Ekaterina Djukeva
- Andreea Mihart